# Neuroeje

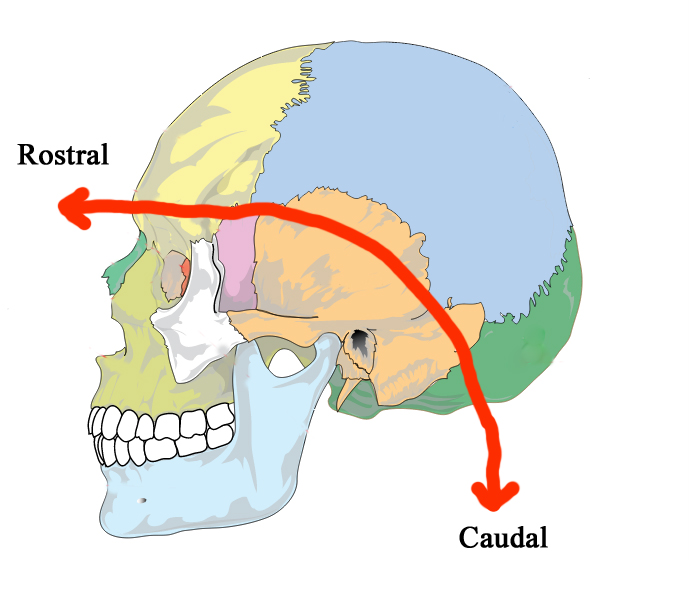
El cráneo utiliza una terminología anatómica diferente, debido a su origen embrionario de neuroeje.

El neuroeje o, a veces, el neuroaxis o neuraxis es el eje del sistema nervioso central. Denota la dirección en la que se encuentra el sistema nervioso central. Durante el desarrollo embriológico, el neuroeje se dobla mediante diversas flexiones, lo que contribuye a la estructura madura del cerebro y la médula espinal.
El desarrollo embrionario puede ayudar a comprender la estructura del cerebro adulto porque establece un marco sobre el que se pueden construir estructuras más complejas. Primero, el tubo neural establece la dimensión anteroposterior del sistema nervioso, que se denomina neuroeje. Se puede decir que el sistema nervioso embrionario de los mamíferos tiene una disposición estándar. Los humanos (y otros primates, hasta cierto punto) lo complican al ponerse de pie y caminar sobre dos piernas. La dimensión anteroposterior del neuroeje se superpone a la dimensión superior-inferior del cuerpo. Sin embargo, existe una curva importante entre el tronco encefálico y el prosencéfalo, que se denomina ángulo cefálico. Debido a esto, el neuroeje comienza en una posición inferior (el extremo de la médula espinal) y termina en una posición anterior, la parte frontal del cerebro. Esto puede resultar confuso y se puede ilustrar cuando se mira a un animal de cuatro patas de pie sobre dos patas. Sin la flexión en el tallo cerebral y en la parte superior del cuello, ese animal estaría mirando hacia arriba en lugar de hacia el frente.